# Терлано
Терла̀но (на италиански: Terlano; на немски: Terlan, Терлан) е малко градче и община в Северна Италия, автономна провинция Южен Тирол, автономен регион Трентино-Южен Тирол. Разположено е на 250 m надморска височина. Населението на общината е 4280 души (към 2010 г.).

## Език
Официални общински езици са и италианският и немският. Най-голямата част от населението говори немски. В общината се говори и други романски език, ладинският.
| %     | Роден език      |
| 16,07 | Италиански език |
| 83,61 | Немски език     |
| 0,32  | Ладински език   |